# Lepidodactylus sacrolineatus
Lepidodactylus sacrolineatus — вид геконоподібних ящірок родини геконових (Gekkonidae). Ендемік Папуа Нової Гвінеї. Описаний у 2020 році.

## Поширення і екологія
Lepidodactylus sacrolineatus мешкають в горах на сході Нової Гвінеї, зокрема в горах Бісмарка у східній частині Центрального хребта, в горах Сарувагед на півострові Гуон та в горах Адельберт в провінції Маданг. Вони живуть у вологих тропічних лісах, на висоті від 850 до 1400 м над рівнем моря.